# Kreuzing (Gauting)
Kreuzing ist eine Wüstung im heutigen Landschaftsschutzgebiet Kreuzlinger Forst auf Kraillinger Flur.

## Waldschwaige Kreuzing

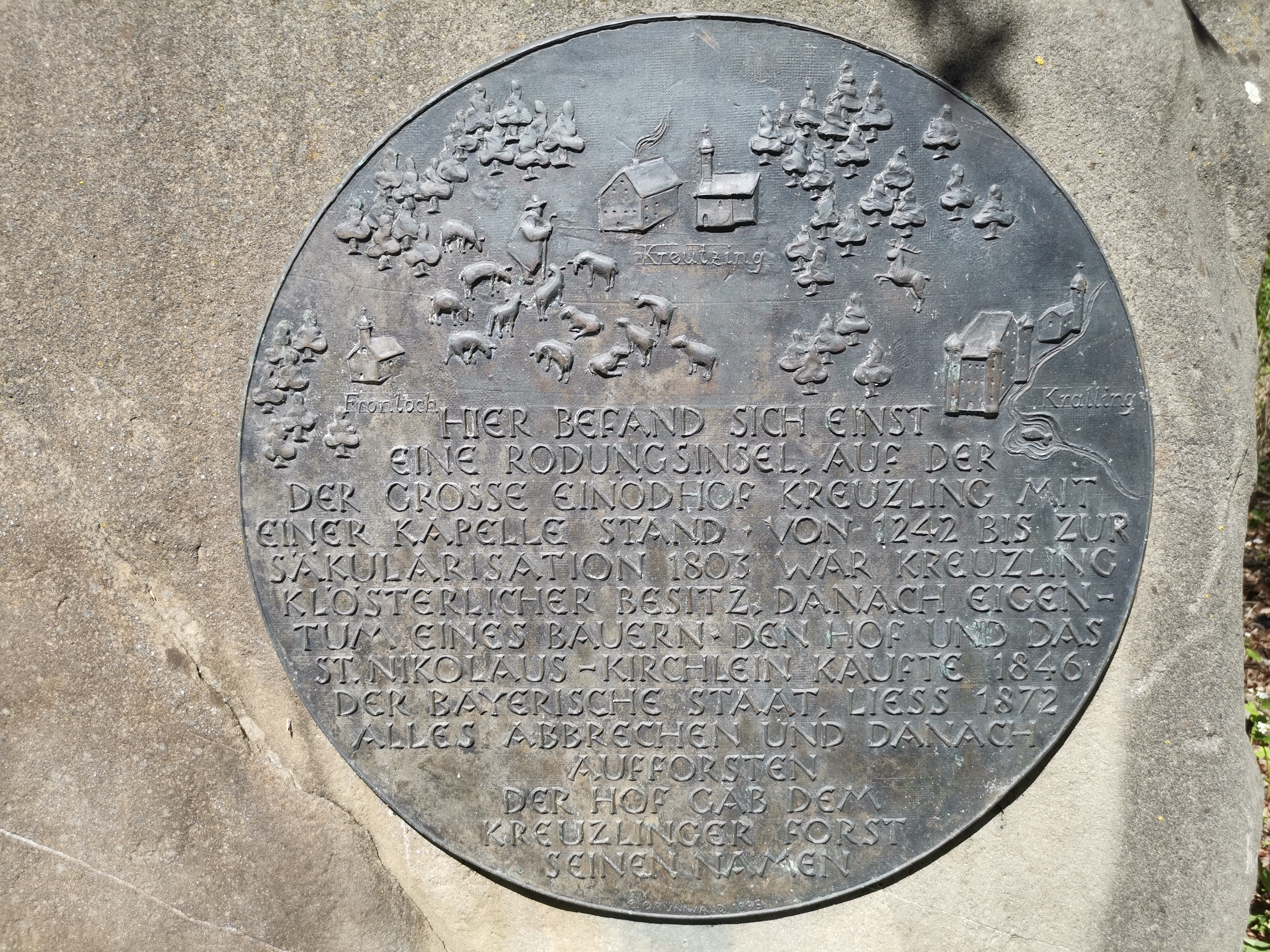
Gedenkstein mit Bronzetafel an der Pentenrieder Straße nahe Hubertushütte.

Die Waldschwaige Kreuzing (auch: Kreuzen) war eine von 1390 bis 1872 besiedelte Gautinger Streusiedlung, die jedoch Ende des 19. Jahrhunderts völlig verschwunden ist.
Heute erinnert nur noch der Name des Waldgebietes Kreuzlinger Forst (früher Kreuzinger Forst) an diesen Ort, der genau im Mittelpunkt des Vierecks liegt, das durch Gauting, Stockdorf, Germering und Geisenbrunn gebildet wird. 1812 hatte die Rodungsinsel immerhin eine Ausdehnung von zwei Quadratkilometern, ist jedoch heute vollkommen bewaldet. (Eine ähnliche Entwicklung lässt sich auch in der ehemaligen Hofmark Königswiesen beobachten.) Die Schwaige wurde ursprünglich wohl von dem Gräfelfinger Gutsherren unter dem Namen Krawtz gegründet. Andere überlieferte Schreibweisen der Ortschaft lauten Chreiczen, Chreizen, Creitzen, Creytzen, Kreytzen, Creuzen, Krewtzen und schließlich ab dem 18. Jahrhundert Kreuzing. Der Name lässt sich vermutlich auf ein dort aufgestelltes Missionskreuz zurückführen.
Die erste urkundliche Erwähnung von Kreuzing fällt in das Jahr 1390, als Propst Ulrich vom Dießener Konvent die beiden Höfe Krawtz (= Kreuzing) und Kraeling (= Krailling) dem Münchner Bürger Ulrich den Paeninger verkaufte. Wer jedoch den Einödhof Kreuzing gebaut hatte, ist nicht bekannt. Auch der Ursprung der Kapelle, die dem Waldheiligen Nikolaus gewidmet war, liegt im Dunkeln. In der zweiten Hälfte des 17. Jahrhunderts werden die Münchner Augustiner als Besitzer aufgeführt, die den Berichten nach in Kreuzing ein Hospitium unterhielten. Im 18. Jahrhundert ging die Schwaige dann in den Besitz der Paulaner-Mönche in der Au über. Mitte des 19. Jahrhunderts wurde der Hof vom Revierförster Henselt bewohnt. Nach seinem Tod verfügte das Finanzministerium den Abbruch der Gebäude einschließlich der Kirche.
An Stelle der ehemaligen Schwaige befinden sich heute Wirtschaftsgebäude der Bayerischen Staatsforsten AöR, Betrieb München, Revier Gauting. Das älteste, erhaltene Gebäude ist der sogenannte Hubertusstock.
In der Schwaige wohnte niemals mehr als eine Familie mit Gesinde, im Jahr 1825 waren dies 21 Personen. An Nutztieren wurden in der Schwaige Pferde, Rinder, Schafe, Schweine, Gänse, Enten, Hühner und Bienenvölker gehalten.

## Kreuzlinger Forst

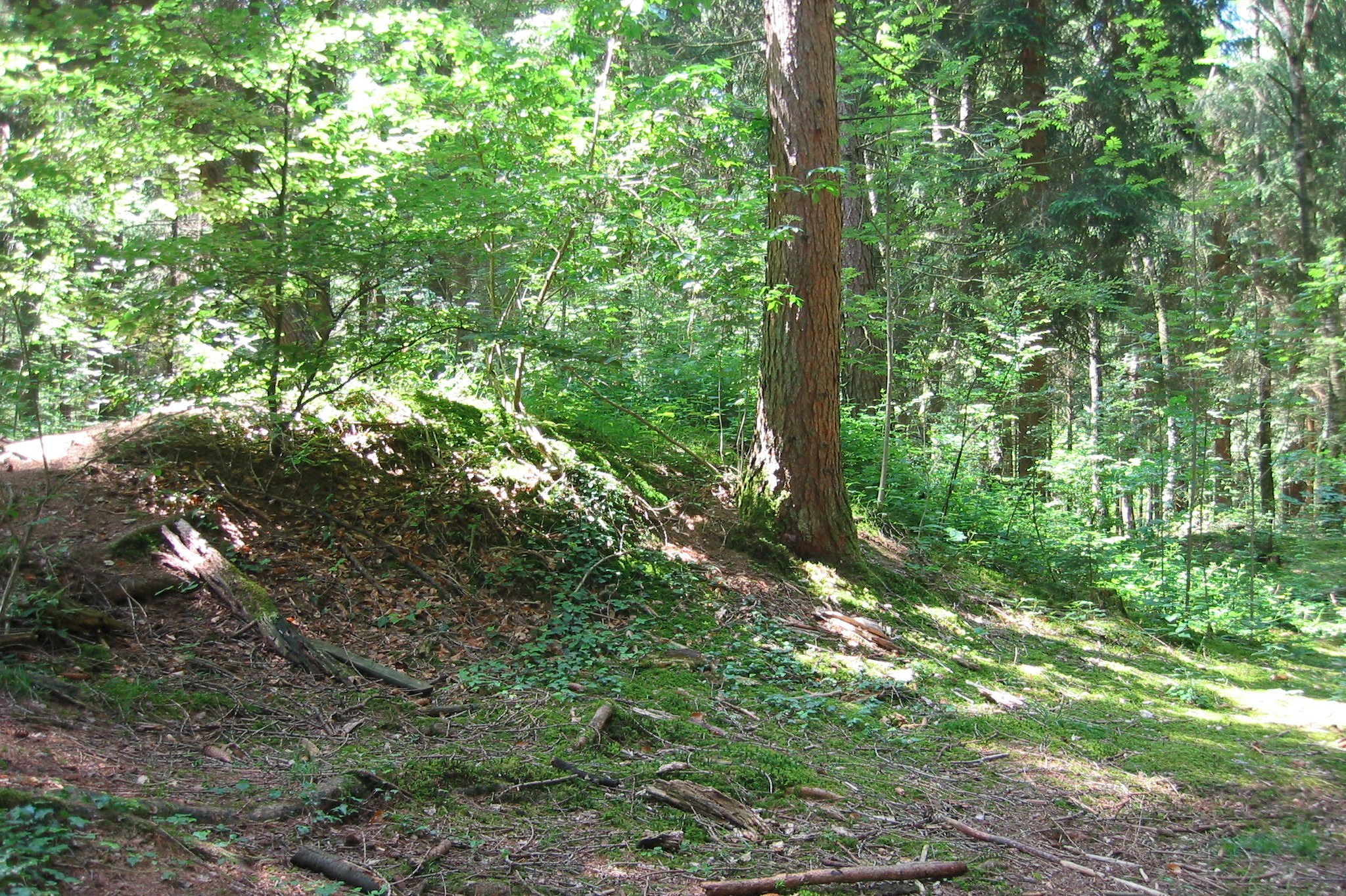
Hügelgrab im Kreuzlinger Forst

Der Kreuzlinger Forst ist ein Landschaftsschutzgebiet (LSG-00375.01) in Flurbereichen der Gemeinden Gauting, Krailling, Gilching und der Stadt Germering. Das Gebiet wurde 1985 unter Schutz gestellt.

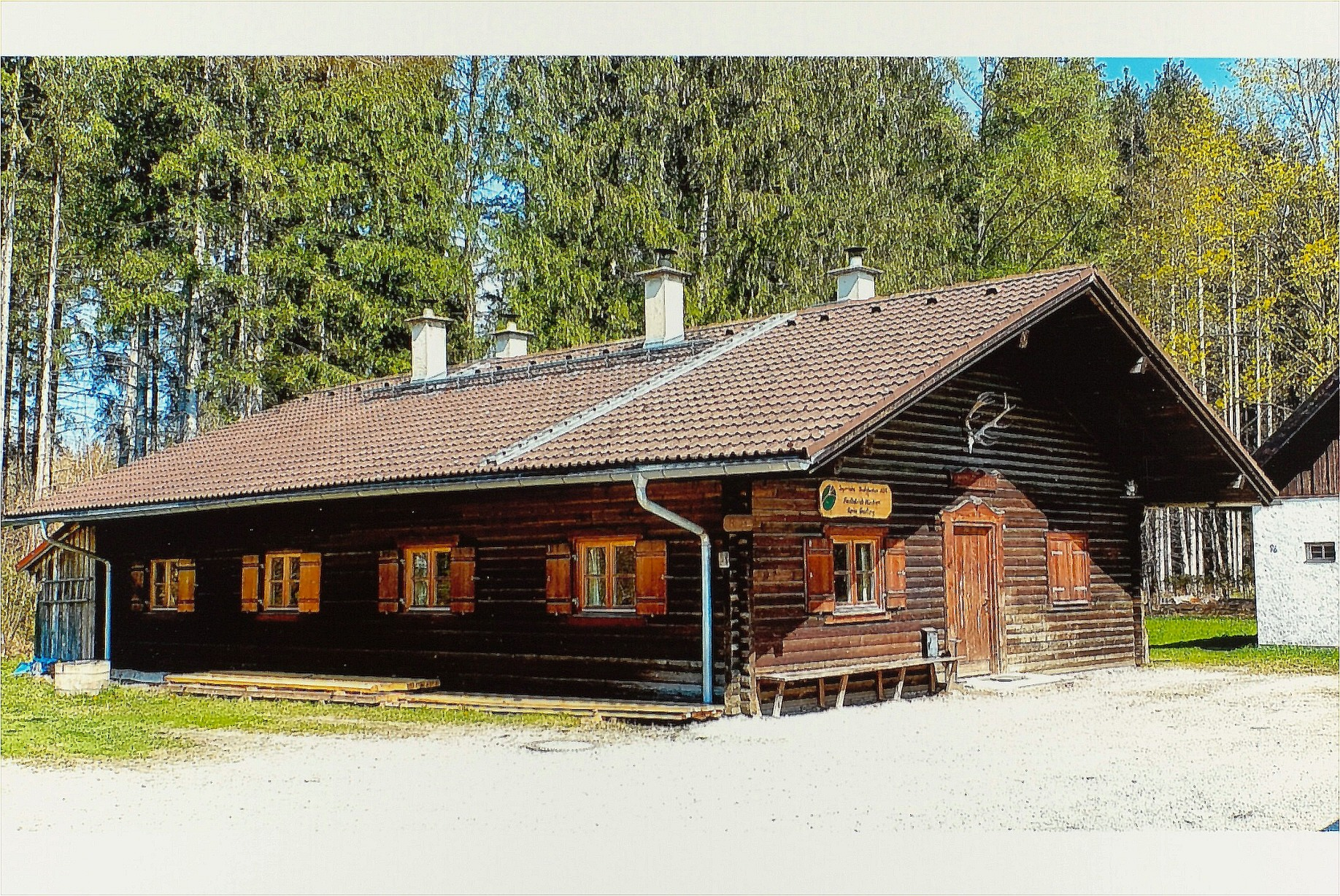
Hubertushütte an der Straße Krailling−Pentenried

Das Waldgebiet Kreuzinger Holz um die Waldschwaige Kreuzing war bis zur Säkularisation 1803 Klosterforst. Danach ging es in den Besitz des bayerischen Staats über und wurde 1846 mit dem Frohnloher Buchet und dem Planegger Holz zum heutigen Kreuzlinger Forst verbunden. In der Nähe der Schwaige wurde in den 1930er Jahren ein Tanklager der Wirtschaftlichen Forschungsanstalt (Wifo) errichtet. Heute findet man zahlreiche wertvolle Biotope mit vom Aussterben bedrohten Tier- und Pflanzenarten wie Wechselkröten, Schlingnattern, Wald-Wiesenvögelchen, Blauflügelige Ödlandschrecken, Schlanke Urameisen oder Plattbauchspinnen auf dem ehemaligen Wifo-Gelände.
Auf einer 4,7 ha großen Brachfläche sollen in den nächsten Jahren 12.000 Laubbäume gepflanzt werden.

### Ehemaliges Pioniergelände

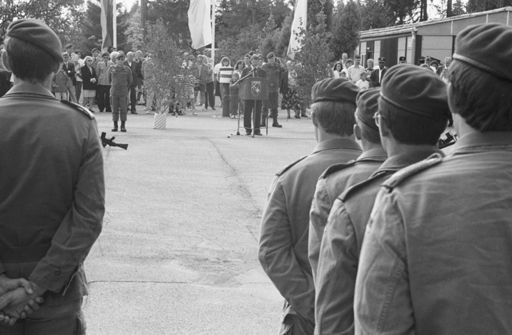
Bundeswehrsoldaten auf dem Pionierübungsplatz

Von 1935 bis 1992 befand sich im Kraillinger Bereich des Kreuzlinger Forstes ein Pionierübungsgelände. Nach dem Ende der militärischen Nutzung entstand auf einem Teil des Geländes das Industriegebiet KIM (Kraillinger Innovationsmeile), der zweite Teil blieb dem Naturschutz vorbehalten. Auch er ist – wie das ehemalige Wifo-Gelände – übersät mit Biotopen, die sich dort ungehindert ausbreiten können. Durch Mahd und Entbuschungsmaßnahmen bemüht sich der LBV Starnberg, den Charakter dieser Landschaft zu erhalten.

### Windräder
Die umliegenden Gemeinden Gauting, Krailling und Gilching planten insgesamt sechs Windräder im Forst zu bauen. Dies wurde allerdings im September 2024 durch Einspruch der Deutschen Flugsicherung unterbunden, da sich die Windräder zu nah am Flugplatz Oberpfaffenhofen befinden würden.